# Rousson, Gard
Rousson este o comună în departamentul Gard din sudul Franței. În 2009 avea o populație de 3.643 de locuitori.

## Evoluția populației
| An        | 1975  | 1982  | 1990  | 1999  | 2006  | 2009  |
| --------- | ----- | ----- | ----- | ----- | ----- | ----- |
| Populație | 1.719 | 2.271 | 3.164 | 3.019 | 3.396 | 3.643 |